# Liberal eugenik
Liberal eugenik, även ny eugenik, är en ideologi som förespråkar användning av reproduktionsteknik och genteknik på människor i syfte att förbättra deras genetiska egenskaper. Anhängare av ideologin anser vanligtvis att föräldrar skall kunna välja eller förändra gener hos embryon enligt sina egna preferenser, istället för att genförändring skall vara förbjuden eller överlåten till statens preferenser. Liberal eugenik är en modernare version av eugenik, en ideologi som förespråkar genetisk förbättring av en given population genom att utesluta människor som anses vara genetiskt underlägsna från reproduktion.

## Historia
Begreppet liberal eugenik myntades av bioetikern Nicholas Agar. Liberal eugenik skiljer sig från tidigare versioner av eugenik genom att överlåta den genetiska förbättringen fritt till föräldrar istället för att genomföra den under tvingad statlig kontroll.
Eugenik delas ibland in i kategorierna positiv eugenik, vilket innebär främjande av reproduktion bland människor som anses ha genetiskt önskvärda egenskaper, och negativ eugenik, vilket innebär stävjande av reproduktion bland människor som anses ha genetiskt icke önskvärda egenskaper. En annan sådan åtskillnad som görs, är den mellan tvingande eugenik och icke-tvingande eugenik. Enligt Edwin Black tillämpades många positiva eugenikprogram under början av 1900-talet, medan de negativa eugenikprogrammen ledde till tvångssterilisering av hundratusentals personer i många länder samt utgjorde grunden till den nazistiska rashygiens- och folkmordspolitiken. Liberal eugenik tillhör kategorin positiv eugenik. Bioetiker anser i allmänhet att tvingande eugenik är svårare att motivera än icke-tvingande eugenik, även om tvingande lagar som förbjuder kusinäktenskap ofta anses vara etiskt motiverade. Tvångssterilisering av människor som anses ha genetiskt icke önskvärda egenskaper är dock en form av tvingande eugenik som ofta anses vara oetisk, och som även är olaglig enligt många nationella och internationella lagar.

## Praktisk tillämpning
Liberal eugenik förespråkar i allmänhet genmodifiering eller genselektion av individer för egenskaper som sannolikt kommer att förbättra deras livskvalitet. Den underliggande idén är att förbättra den mänskliga genpoolen för framtida generationer och minska förekomsten av genetiska sjukdomar och andra oönskade egenskaper. Metoder för att genomföra detta kan vara genetisk utvärdering av embryon före implantation i ägget, selektiv avel och genetisk förbättring genom användning av genteknik och genterapi.

## Etik
Idén om liberal eugenik uppkom ur pluralismens liberala etik som vidhåller respekten för den personliga autonomin och egalitarism, idén om jämlikhet för alla människor. Argument för liberal eugenik är att samhället i helhet gynnas om kommande generationer blir mer framgångsrika till följd av genetiska förbättringar, och att de enskilda individer som är resultatet av eugenik tack vare detta får en större chans att nå framgång i livet. Argument mot liberal eugenik är att designerbarn skulle leda till en klyfta mellan genetiskt modifierade individer och naturliga individer, och att de höga kostnaderna för designerbarn skulle kunna leda till att den socioekonomiska klyftan i samhället ökar ytterligare.
FN:s internationella bioetiska kommitté har kommenterat att liberal eugenik inte bör förväxlas med de etiska problemen för 1900-talets eugenikrörelser, men att liberal eugenik fortfarande är problematiskt eftersom det utmanar idén om mänsklig jämlikhet och öppnar för nya sätt att diskriminera dem som inte vill ha eller inte har råd med de genetiska förbättringarna.